# Johnny Jorgensen
John Jay "Johnny" Jorgensen (Illinois, 28 de diciembre de 1921-Charlotte, Carolina del Norte, 19 de enero de 1973) fue un jugador de baloncesto estadounidense que disputó dos temporadas en la BAA, y una más en la NBL. Con 1,88 metros de estatura, jugaba en la posición de base.

## Trayectoria deportiva

### Universidad
Jugó durante su etapa universitaria con los Blue Demons de la Universidad DePaul, siendo junto con Gene Stump uno de los dos primeros jugadores salidos de sus aulas en debutar en la BAA.

### Profesional
Comenzó su andadura profesional jugando un partido con los Chicago Stags y dos más con los Baltimore Bullets en la temporada 1947-48 de la BAA, para fichar posteriormente con los Minneapolis Lakers, en aquel año en la NBL, con los que se proclamó campeón ese año, y al siguiente ya incorporados a la BAA, tras derrotar en las Finales a los Washington Capitols. Jorgensen promedió en la temporada regular 2,2 puntos por partido.

## Estadísticas de su carrera en la NBA

### Temporada regular
| Temporada | Edad | Equipo             | Liga | P  | TIT | MIN | TC  | TCA | %TC   | 3P | 3PA | %3P | TL  | TLA | %TL   | R.OF. | R.DEF. | REB | ASIS | ROB | TAP | PER | FP  | PTS |
| 1947-48   | 26   | TOTAL              | BAA  | 3  |     |     | 1.3 | 3.0 | .444  |    |     |     | 0.3 | 0.3 | 1.000 |       |        |     | 0.0  |     |     |     | 0.7 | 3.0 |
| 1947-48   | 26   | Chicago Stags      | BAA  | 1  |     |     | 2.0 | 2.0 | 1.000 |    |     |     | 0.0 | 0.0 |       |       |        |     | 0.0  |     |     |     | 1.0 | 4.0 |
| 1947-48   | 26   | Baltimore Bullets  | BAA  | 2  |     |     | 1.0 | 3.5 | .286  |    |     |     | 0.5 | 0.5 | 1.000 |       |        |     | 0.0  |     |     |     | 0.5 | 2.5 |
| 1948-49   | 27   | Minneapolis Lakers | BAA  | 48 |     |     | 0.9 | 2.4 | .360  |    |     |     | 0.5 | 0.7 | .727  |       |        |     | 0.7  |     |     |     | 1.4 | 2.2 |
| Total     |      |                    | BAA  | 51 |     |     | 0.9 | 2.4 | .366  |    |     |     | 0.5 | 0.7 | .735  |       |        |     | 0.6  |     |     |     | 1.4 | 2.3 |

### Playoffs
| Temporada | Edad | Equipo             | Liga | P | MIN | TCA | TC | 3PA | 3P | TLA | TL | R.OF. | REB | ASIS | ROB | TAP | PER | FP | PTS | %TC  | %3P | %FT   | MIN | PTS | REB | AST |
| 1948-49   | 27   | Minneapolis Lakers | BAA  | 6 |     | 3   | 7  |     |    | 1   | 1  |       |     | 0    |     |     |     | 4  | 7   | .429 |     | 1.000 |     | 1.2 |     | 0.0 |
| Total     |      |                    | BAA  | 6 |     | 3   | 7  |     |    | 1   | 1  |       |     | 0    |     |     |     | 4  | 7   | .429 |     | 1.000 |     | 1.2 |     | 0.0 |